# 六人部パーキングエリア
六人部パーキングエリア（むとべパーキングエリア）は、京都府福知山市大内ならびに同市宮にある舞鶴若狭自動車道のパーキングエリアである。

## 道路
- E27 舞鶴若狭自動車道

## 施設
2024年（令和6年）3月31日をもって、上下線ともにスナックコーナーおよびショッピングコーナーの営業を終了した。

### 上り線（吉川方面）
- 駐車場
  - 大型13台
  - 小型24台
- トイレ
  - 男性 大3（和式0・洋式3）・小5
  - 女性 6（和式1・洋式5）
  - 車椅子用 1
- 自動販売機

### 下り線（敦賀方面）
- 駐車場
  - 大型15台
  - 小型25台
- トイレ
  - 男性 大3（和式0・洋式3）・小6
  - 女性 9（和式1・洋式8）
  - 車椅子用 1
- 自動販売機

## バス停留所
高速道路用のバス停留所（六人部バスストップ）が設けられているが、現在は使用されていない。

## 隣
E27 舞鶴若狭自動車道
(3)春日IC/JCT - 六人部PA - (4)福知山IC